# Chheskam
Chheskam (en népalais : छेस्कम) est un comité de développement villageois du Népal situé dans le district de Solukhumbu. Au recensement de 2011, il comptait 3 767 habitants.